# Johann Baptista Joseph Hirsch

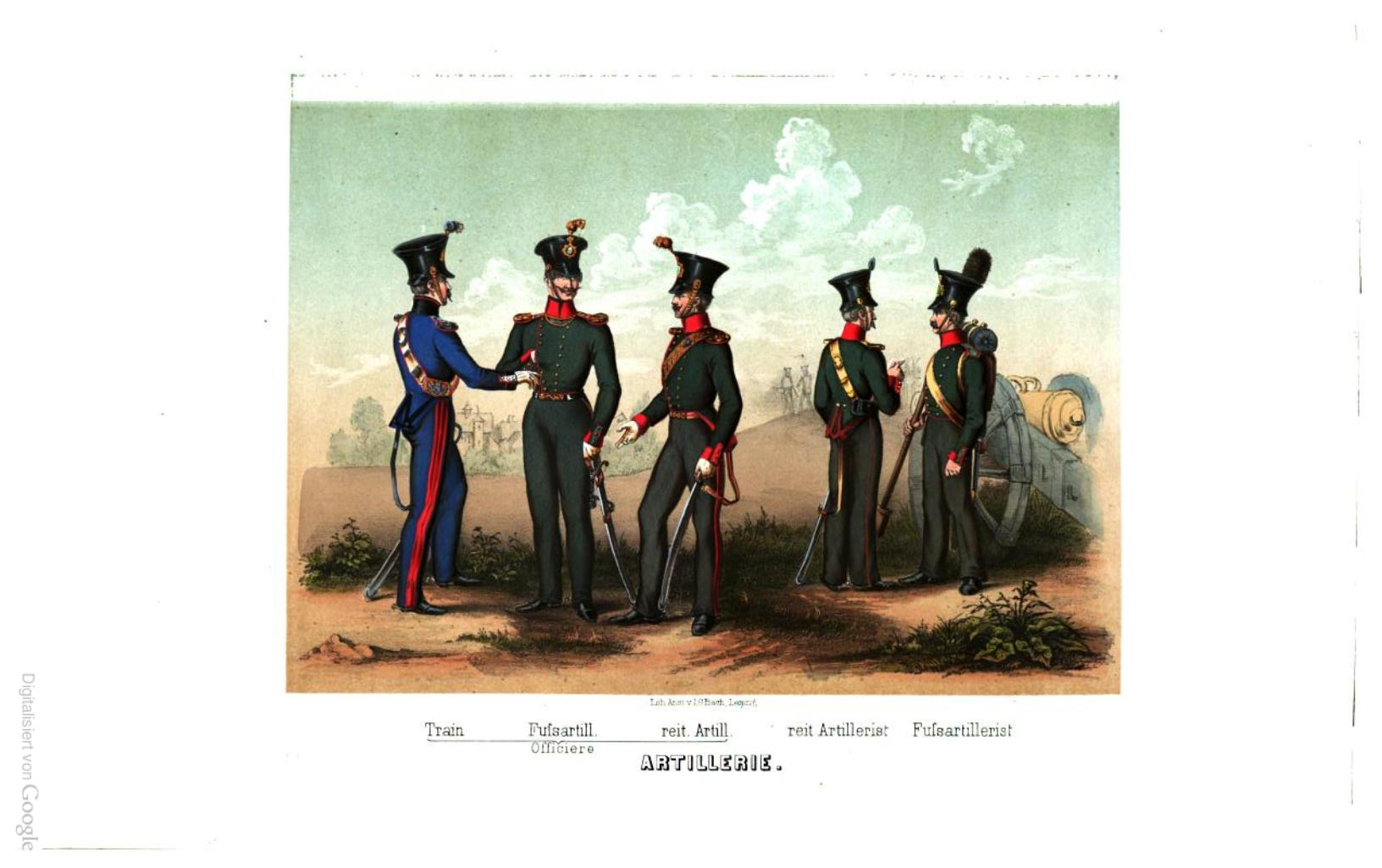
Uniform der sächsischen Artillerie

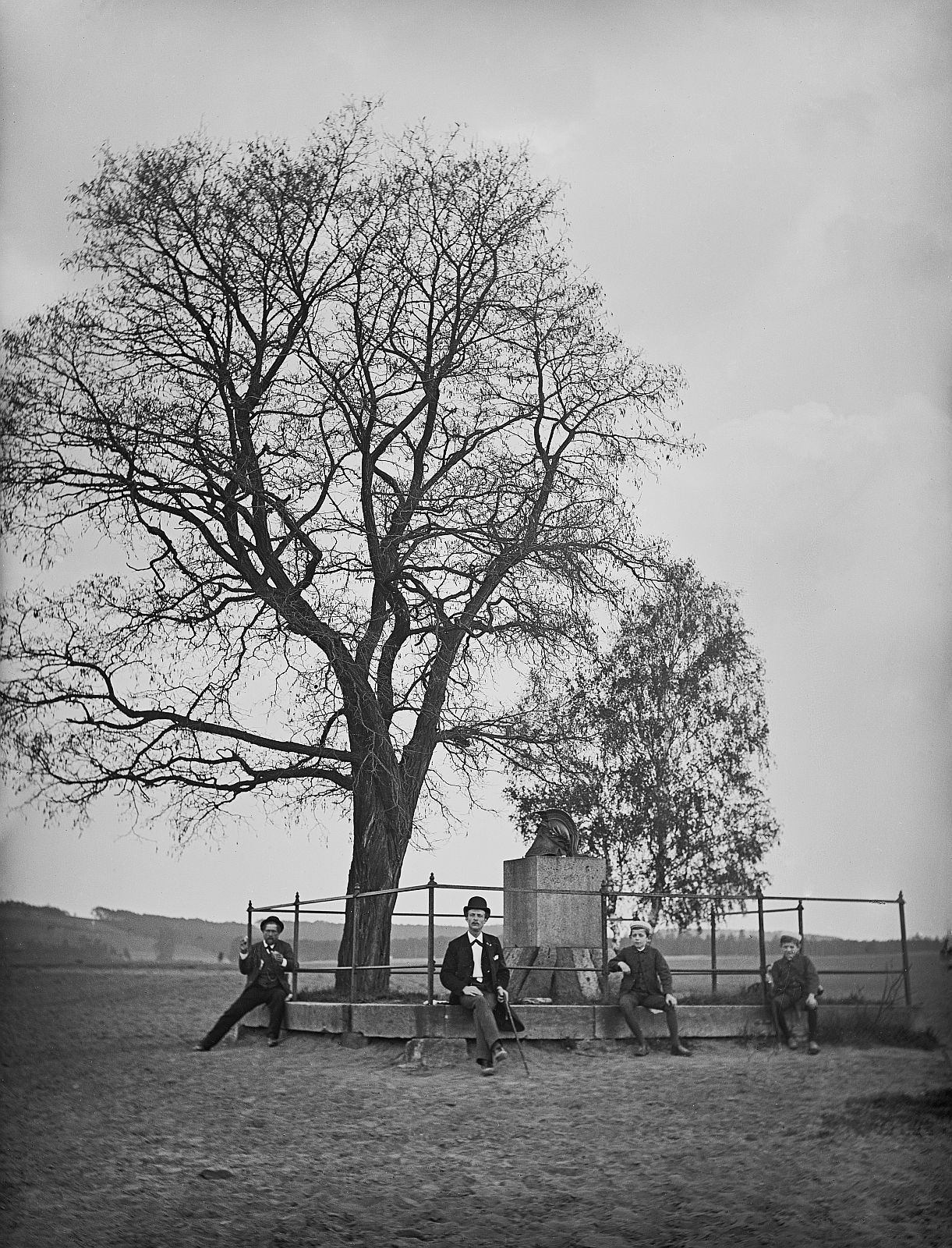
Hauptmann-Hirsch-Denkmal um 1900

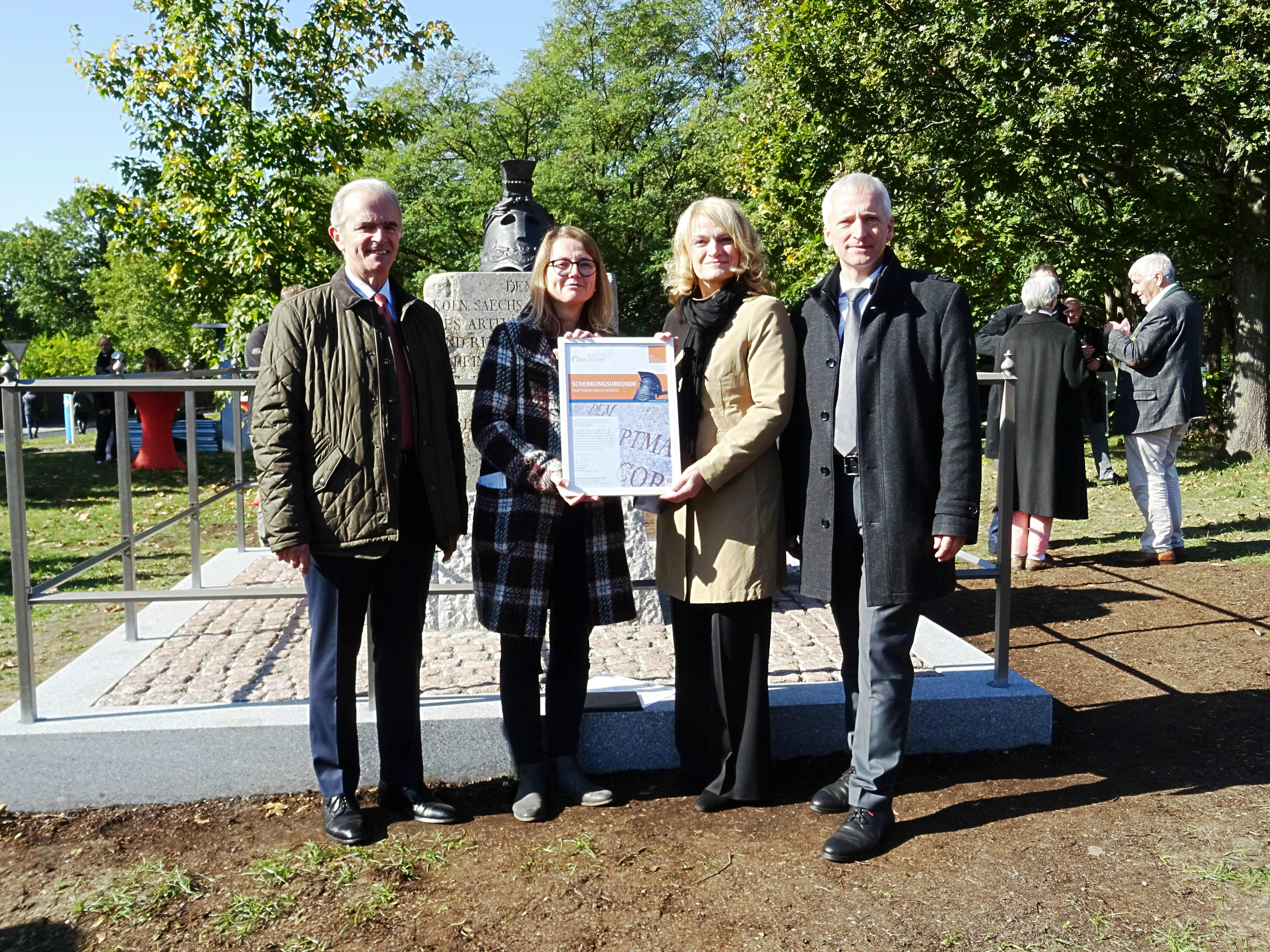
Dresden: Einweihung Hauptmann Hirsch-Denkmal, Übergabe der Schenkungsurkunde an die Stadt Dresden

Johann Baptista Joseph Hirsch (* 1770 in Dresden; † 7. Oktober 1822 ebenda) war ein deutscher Offizier und Hauptmann der Artillerie der Sächsischen Armee. An ihn erinnert das Hauptmann-Hirsch-Denkmal auf dem Dresdner Heller.

## Leben
Johann Baptista Joseph Hirsch begann seine Laufbahn in der Sächsischen Armee als Jugendlicher. Er avancierte zum Rittmeister der reitenden Abteilungen der Feldartillerie und in der Folge zum Rittmeister der Artillerie und hatte den Dienstgrad Hauptmann der Artillerie inne. Seine ersten Kampferfahrungen sammelte er in der erfolgreichen Schlacht bei Kaiserslautern im Jahr 1792. Nach Phasen des Kasernendienstes folgten im Jahr 1806 die sieglosen Schlachten gegen die Armee von Napoleon in Jena und Erfurt. Nach dem Frieden von Posen am 11. Dezember 1806 unterstellte der sächsische König seine Armee dem Rheinbund. Somit beteiligte sich Hirsch mit den Franzosen im Jahr 1807 an der Belagerung von Linz, dem erfolgreichen Gefecht bei Dornach und der siegreichen Schlacht bei Wagram am 5. und 6. Juli 1809 gegen Österreich. Das Kommando über das Sächsische Artilleriecorps hatte der Major und Kommandant der reitenden Brigaden und Ritter der Französischen Ehrenlegion Friedrich Gottlieb Probsthain (* 13. Dezember 1778; † 9. November 1839).
Im März 1812 marschierten die Sachsen im Verband des Rheinbundes Richtung Osten. Die siegreiche Schlacht bei Podobna (Schlacht bei Gorodeczno) am 31. Juli 1812 war Teil von Napoleons Russlandfeldzug und brachte Hirsch die Beförderung zum Premiereleutnant. Beim weiteren Vormarsch nach Moskau kam es vom 26. August bis 7. September zu einer erbitterten erfolg- und verlustreichen Schlacht bei Borodino, am 14. September marschierten die Reste der Sächsischen Armee in Moskau ein. Der Rückzug der Armeen des Rheinbundes aus Moskau begann am 14. Dezember 1812. Die Verluste des Russlandfeldzuges waren für die Sachsen sehr hoch, von dem 28.000 Mann umfassenden Heer überlebte nur ein geringer Bruchteil. Während der Befreiungskriege beteiligte sich Hirsch mit der Rheinbundarmee an der erfolgreichen Schlacht bei Großgörschen. Danach folgte am 6. September 1813 die verlorene Schlacht bei Dennewitz. Dort besiegten preußische, russische und schwedische Truppen die französische Armee und die mit ihr verbündeten Sachsen. Die Völkerschlacht bei Leipzig vom 16. bis 19. Oktober 1813 war auch für die Sächsische Armee die Entscheidungsschlacht.
Am dritten Tag der Völkerschlacht, nachmittags, eroberte die Böhmische Armee unter Levin August von Bennigsen Zuckelhausen, Holzhausen und Paunsdorf, woraufhin 3000 bis 4000 Sachsen unter Hauptmann Hirsch und 500 württembergische Reiter unter General Karl von Normann-Ehrenfels auf die alliierte Seite wechselten. Hirsch zeichnete sich wiederholt in den bis 1815 stattfindenden Befreiungskriegen aus und wurde mit dem militärischen St. Heinrichs-Orden ausgezeichnet und zum Hauptmann befördert. In all diesen Feldzügen hat er sich als mutiger Soldat und tapferer Offizier ritterlich geschlagen. „Mit unerschütterlichem Mut und großer Umsicht führte er seine reitende Artillerie in die Kämpfe und war stets ein Vorbild an Kameradschaftlichkeit und Tapferkeit. Als Vorgesetzter war er immer ein loyaler gerechter Offizier“ und maßgeblich an der im Jahr 1819 stattfindenden Reformierung der Sächsischen Armee beteiligt.
Am 7. Oktober 1822 hielt sich der königlich-sächsische Hauptmann des Artillerie-Corps, zuletzt Kommandeur der 1. Reitenden Batterie, im Königlichen Gestüt in Moritzburg auf. Auf dem Rückweg scheute sein Pferd auf dem Heller und warf ihn ab. Dabei blieb er im Steigbügel hängen und wurde mehrere Meter über den Hellerboden gezerrt. Der Schwerverletzte wurde nach Dresden ins Krankenhaus gebracht, wo er am späten Abend des 7. Oktober 1822 an seinen Verwundungen starb. Auf dem Alten Neustädter Friedhof wurde er am 10. Oktober 1822 beigesetzt; sein Grab ist nicht erhalten. Am gleichen Tag wurde in der Dresdner Tageszeitung folgender Nachruf des Offizierskorps der Königl. Sächs. Artillerie veröffentlicht:
Am 7ten diese Monats erlitt das Köngl. Sächs. Artilleriecorps durch den plötzlichen Tod des Hauptmanns 1er Klasse und Ritters des St. Heinrich-Ordens, Hrn. Joh. Baptista Joseph Hirsch, einen tief schmerzenden Verlust. Beim Reiten auf der Straße von Radeburg nach Dresden stürzte der Unglückliche in den Abendstunden unfern des Gasthofes zum letzten Heller gegen einen Baum, an welchem seine Stirn zerschmettert wurde. Weder der Beistand, der ihm augenblicklich ward, noch die rastlosen Anstrengungen der Ärzte konnten den Tod verscheuchen, der ihm im kaum betretenen 45sten Lebensjahre nach einigen Stunden schon ereilte. Das Artilleriecorps verliert in ihm nicht nur einen der ausgezeichnetsten Offiziere, sondern auch einen Freund, den seine seltenen Vorzüge an Geist und Herzen mit dem reinen Gepräge eines vortrefflichen Kameraden adelten. Dresden, am 10. Oct. 1822  Der Oberst Raabe im Namen des Officiers-Korps der Königl. Sächs. Artillerie.

## Hauptmann-Hirsch-Denkmal
Im Jahr 1823 setzten seine Kameraden des Artilleriecorps ihm ein Denkmal an der Unglücksstelle. Geschaffen von Bildhauer Franz Pettrich, handelt es sich um einen durch einen Helm bekrönten Granitblock mit Inschrift, der auf einem Sockel innerhalb eines umzäunten Gevierts ruht. Das Denkmal, eines der beiden Kulturdenkmale in Hellerberge, wurde mehrfach umgesetzt und beschädigt. Seit einer umfassenden Restaurierung 2018/19 befindet es sich an seinem heutigen Standort an der Westseite der Radeburger Straße, knapp nördlich der Kreuzung Hellerhofstraße/Stauffenbergallee. Der Quader hat folgende Inschrift:
DEM

KOEN. SAECHS. HAUPTMANN

DES ARTILLERIE CORPS

UND RITTER DES SANCT

HEINRICHS ORDENS

J. B. J. HIRSCH

VON SEINEN TRAUERNDEN

WAFFENBRUEDERN

D. 7. OCTOBER 1822